# Еркинкуш
Еркинкуш (на руски: Еркинкуш, на казахски: Еркінкүш) е село, разположено в Алгински район, Актобенска област, Казахстан. Населението му през 2009 година е 213 души.

## Население
През 1999 година населението на селото е 231 души (115 мъже и 116 жени). През 2009 година населението му е 213 души (110 мъже и 103 жени).